# Tchistooziornoïe
Tchistooziornoïe (en russe : Чистоозёрное) est une commune urbaine de Russie de type bourg ouvrier qui est située dans l'oblast de Novossibirsk. C'est le siège administratif du raïon et de la municipalité du même nom. 

## Géographie
Tchistooziornoïe se trouve au sud-ouest de l'oblast de Novossibirsk, à 420 km à vol d'oiseau de Novossibirsk. 

## Histoire
La localité est connue depuis 1913. 

## Population
Recensements (*) et estimations de la population,,: 
| 1970* | 1979* | 1989* | 2002* | 2010* | 2012  |
| ----- | ----- | ----- | ----- | ----- | ----- |
| 7 254 | 7 824 | 8 191 | 6 791 | 6 429 | 6 180 |

| 2013  | 2014  | 2015  | 2016  | 2017  | 2018  |
| ----- | ----- | ----- | ----- | ----- | ----- |
| 6 040 | 5 911 | 5 816 | 5 768 | 5 628 | 5 540 |

| 2019  | 2020  | 2021* | - | - | - |
| ----- | ----- | ----- | - | - | - |
| 5 415 | 5 368 | 5 371 | - | - | - |